# 태조산
태조산(太祖山)은 충청남도 천안시 성거읍·목천읍에 걸쳐 있는 산으로 고려 태조가 이곳에 머물렀다고 태조산이라 부르게 되었다는 산이다.

## 위치
태조봉이라고도 하지만 천안의 진산(鎭山)으로 알려져 있다. 천안시로 흐르는 원성천과 산방천의 발원지로 하여 분수령을 이루고 있으며, 능선을 따라 북상하면 성거산(聖居山)을 이르고 좀더 치달으면 유서깊은 위례산의 위례성(慰禮城)으로 이어진다.
산 기슭에는 각원사(覺願寺)가 있고 그 옆에 남북통일기원청동대불(南北統一祈願靑銅大佛)이 있는데, 이 대불상은 1977년 조성된 좌불로서, 조성 당시 세계 최대 불상으로 소개되기도 하였다. 좌대의 지름이 10m, 좌대와 불상 전체높이가 14.2m로 대한민국에서 가장 큰 좌불상이다.

## 전해오는 이야기
고려 태조가 930년(태조 13) 후백제 신검(神劍)과 대치할 때 술사 예방의 인도로 이 산에 올라 군대의 주둔지가 될만한 곳을 살폈다고 하는 전설이 전해오는 산이다.
산 기슭에 남아 있는 훈련장에는 고려 태조가 이곳에서 군사를 양병했다는 구전이 전해오고 있지만 왕이 머물렀다는 유왕골(留王谷), 유려왕사(留麗王寺) 등의 이름이 남아 있는 것으로 봐서 고려 태조와의 전설이 어려 있는 산이다. 태조가 산신제를 지냈다는 제단의 흔적도 남아 있다.

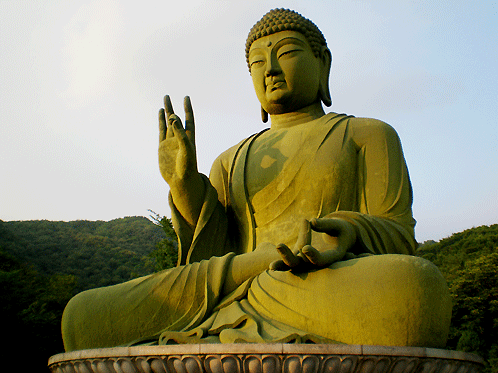
각원사에 있는 청동대좌불(1977년 5월 9일 봉안)

이곳 태조산 기슭의 각원사에는 동양최대의 청동대좌불이 있어 방문객들의 발길이 끊이질 않는다. 남북통일을 염원하고자 1977년 창건한 사찰이다.
각원사는 불교성지로써뿐만 아니라 천안의 관광지로 명성을 얻고 있다. 대불뿐 아니라 당호 하나하나가 웅장한 조화를 이루고 있다. 또한 이곳에는 대웅전, 설법전, 관음전 등의 건물이 들어서 있다.
1996년 10월 15일에 낙성된 대웅전은 목조 건물로는 국내 최대 규모라고 한다. 이곳을 중심에 두고 오른쪽에는 칠성각, 왼쪽에는 천불전, 옆쪽에는 산신전, 설법전, 반야원 등 모두가 화려한 예술미로 운치있게 자리잡고 있다.
이외에도 각원사에는 축대 위에 지어진 2층의 누각으로 된 건물 태조산루의 장엄한 모습으로 들어서 있다. 축대와 함께 쌓여진 정면으로 난 계단을 오르면 누각의 아래층에 이르게 되는데 여기에는 ‘치미’라고 하는 큰 구조물이 놓여 있다. 이 치미는 대웅보전의 치미를 전시해 놓은 것으로 알려져 있다. 태조산루의 뒷편에는 성종루라는 현판이 붙어 있어 위치에 따라 별칭으로 불린다.
각원사의 가장 인기있는 것은 청동대좌불상과 태양의 성종이다. 태조산루 밑을 지나 돌계단을 오르면 운동장 같은 넓은 마당의 저편에 대웅보전이 자리를 잡고 있고 이 곳을 지나 좌측으로 조금오르면 동양최대의 청동대좌불상이 나온다. 청동으로 된 대불이 왼손이 아닌 오른손을 들고 자리를 하고 있다.
청동대좌불상은 앉아있는 키가 무려 15m나 되며 무게는 60톤, 귀의 크기만도 1.7m, 손 1.6m, 둘레 30m의 거대한 규모로 봉안됐다. 그래서 인지 보고만 있어도 느껴지는 가슴벅찬 웅장함이 대단하다. 1977년 5월 9일 재일동포 거사가 당시 돈으로 10억이라는 거금을 들여 봉안한 불상으로 알려져 있다.
불상몸속에는 진신사리와 팔만대장경 탁본이 보관 되어 있으며 203개의 계단을 올라와 통일을 기원하는 장소로도 유명하다. 203이라는 숫자는 백팔번뇌와 관세음보살의 32화신, 아미타불의 48소원 및 12인연과 3보(寶)의 합수를 뜻한다.
태조산루의 2층에는 태양의 성종이라 이름 지어진 거대한 범종이 있다. 1984년 5월에 제조된 성종은 무게 20톤에 높이 4.12m, 직경 2.5m로 에밀레종보다도 크며 국내에서 제일 큰 종이라고 한다. 여기에 법고(法鼓), 운판(雲版), 목어(木魚) 그리고 범종(梵鐘) 등 불전사물(佛殿四物)이 잘 갖추어져 있다.
청동대좌불상 뒤쪽으로 곧게 뻗어 있는 소나무숲 사이로 등산로가 놓여있어 능선길로 도착할 때까지 수많은 돌탑 등 많은 장엄물들을 감상할 수 있다. 서양의 붉은 햇살을 받은 청동대좌불상을 보면 또다른 세계에 있는 듯한 착각을 주게 한다.

## 등산로
산행 코스는 3~4개 정도 알려져 있는데, 대체로 2시간 이내의 짧은 산행이어서 산책이나 가족산행이 많다. 천안 시민은 주로 원성동 체육공원에서 구름다리를 거쳐 유량동을 지나 성불사 뒤 능선을 따라 태조산을 오르는 5.3km 길이의 코스를 이용하고 있다.
.

## 같이 보기
- 한국의 산
- 성거산
- 위례산